# Вулиця Підмурна
Ву́лиця Підму́рна — вулиця у Галицькому районі міста Львова, в історичному центрі Львова. Сполучає вулиці Богдана Хмельницького та Князя Мстислава Удатного і Веселу, утворюючи перехрестя з вулицею Сянською.

## Назва
У середині XIX століття — вулиця Святого Теодора, у 1871—1934 роках — Смоча, у 1934—1942 і 1944—1950-х роках — вулиця Штерншуса, на честь польського правника Адольфа Штерншуса (1873—1915), за часів німецької окупації, у 1942—1944 роках — Драхенґассе. У липні 1944 року повернена передвоєнна назва — Штерншуса. Сучасна назва — вулиця Підмурна, від 1950 року.

## Забудова
В архітектурному ансамблі вулиці Підмурної переважає класицизм та віденська сецесія. Пам'ятки архітектури відсутні.
У житловому будинку під № 2 у 1950-х роках містилася майстерня з ремонту автомашин, мотоциклів і колясок для інвалідів Великої Вітчизняної війни. Під № 4 за Польщі був магазин тканин Вільнера, під № 7 прийом макулатури Ґольдштайна, тепер цих будинків не існує. У житловому будинку № 20 за Польщі працювала пекарня Раппа. У житловому будинку № 24 до 1939 року була пекарня Бляуштайна. Значну частину будинків вулиці знищено під час та після другої світової війни. 